# NGC 26
NGC 26 (другие обозначения — UGC 94, IRAS00078+2533, MCG 4-1-34, KUG 0007+255, ZWG 477.64, ZWG 478.36, PGC 732) — спиральная галактика в созвездии Пегас.
Этот объект входит в число перечисленных в оригинальной редакции «Нового общего каталога».
Галактика была открыта немецким астрономом Генрихом Луи Д’Арре 14 сентября 1865.
Объект наблюдается с земли как очень тусклый, округлой формы, достаточно большого размера. Для наблюдения будет достаточен 8-дюймовый телескоп.
Галактика NGC 26 входит в состав группы галактик NGC 23. Помимо NGC 26 в группу также входят NGC 1, UGC 69, NGC 23, UGC 127, UGC 79 и UGC 110.